# 261930 Moorhead
261930 Moorhead è un asteroide della fascia principale. Scoperto nel 2006, presenta un'orbita caratterizzata da un semiasse maggiore pari a 2,3313313 UA e da un'eccentricità di 0,1607485, inclinata di 1,93741° rispetto all'eclittica.
L'asteroide è dedicato all'astronomo canadese-statunitense James Marshall Moorhead.